# Canção do Amor mais Triste
Canção do Amor Mais Triste é o décimo segundo álbum de estúdio da cantora brasileira Maysa, lançado em 1962 pela gravadora RGE e relançado em 1967 pela Premier, com o título Maysa. Em 2006, a Som Livre lançou o álbum em CD. Canção do Amor Mais Triste trazia o nome da cantora grafado com "i" (Maisa) e também foi o último álbum de Maysa lançado pela RGE.
Apesar do título, o álbum não era exatamente um retorno completo ao Samba-Canção. Ele contém sim a velha melancolia da cantora nas faixas Fim de Noite, Canção do Meu Amor e em Canção do Amor Mais Triste. Porém a Bossa Nova também aparece em Água de Beber, A Mesma Rosa Amarela, Louca de Saudade, Nós e o Mar, e em Ah! Se Eu Pudesse. No disco também há um antigo samba de Joracy Camargo e Heckel Tavares: Favela, da década de 30. E o clássico do Jazz "Round Midnight". 
Três discos compactos duplos, lançados naquele ano, continham faixas do álbum. O primeiro chamava-se Favela e continha a música título, Round Midnight, Mil Flores e What's New?. O segundo compacto duplo chamava-se Maysa em Bossa Nova e trazia as faixas Nós e o Mar, Louca de Saudade, Ah! Se Eu Pudesse e Fim de Noite. O terceiro compacto duplo chamava-se simplesmente Maysa e continha Favela, Louca de Saudade, A Mesma Rosa Amarela e Recado, uma canção do álbum Maysa É Maysa... É Maysa... É Maysa.

## Faixas
| #  | Título                     | Composição                            |
| -- | -------------------------- | ------------------------------------- |
| 1  | Favela                     | Joracy Camargo / Hekel Tavares        |
| 2  | A Mesma Rosa Amarela       | Carlos Pena Filho / Capiba            |
| 3  | Nós e o Mar                | Roberto Menescal / Ronaldo Bôscoli    |
| 4  | Fim de Noite               | Chico Feitosa / Ronaldo Bôscoli       |
| 5  | 'Round Midnight            | B. Hanighen / T. Monk / C. Williams   |
| 6  | Canção do Meu Amor         | Caetano Zama                          |
| 7  | Canção do Amor Mais Triste | Édson Borges                          |
| 8  | Água de Beber              | Tom Jobim / Vinicius de Moraes        |
| 9  | O Amor Que Acabou          | Chico Feitosa / Luiz Fernando Freire  |
| 10 | Mil Flores                 | Marcos de Vasconcelos / Chico Feitosa |
| 11 | Louca de Saudade           | Denis Brean                           |
| 12 | Ah! Se Eu Pudesse          | Roberto Menescal / Ronaldo Bôscoli    |